# 階州直隸州
階州直隸州，清代設置的直隸州。

阶州在甘肃省的位置（1820年）

明隸鞏昌府，領文縣。順治初，因明制。雍正七年（1729），升直隸州，割鞏昌府之成縣來屬。領縣二：文縣、成縣。评价：疲。隸鞏甘肅省秦階道。